# Les Particularités de la chasse nationale
Série
Les Particularités de la pêche nationale
(1998)
Pour plus de détails, voir Fiche technique et Distribution.
Les Particularités de la chasse nationale (Особенности национальной охоты,Osobennosti natsionalnoy okhoty) est un film russe réalisé par Alexandre Rogojkine, sorti en 1995.

## Synopsis
Raivo est un jeune finlandais qui étudie les coutumes et traditions russes. Il décide de participer à une chasse pour en découvrir les particularités.

## Fiche technique
Sauf indication contraire, les informations mentionnées dans cette section peuvent être confirmées par la base de données cinématographiques IMDb,  présente dans la section « Liens externes ».
- Titre original : Особенности национальной охоты,Osobennosti natsionalnoy okhoty
- Titre français : Les Particularités de la chasse nationale[1]
- Réalisation et scénario : Alexandre Rogojkine
- Costumes : Tatiana Dorojkina
- Photographie : Andreï Jegalov
- Montage : Tamara Denisova
- Musique : Vladimir Pantchenko
- Pays d'origine : Russie
- Format : Couleurs - 35 mm
- Genre : comédie
- Durée : 93 minutes
- Dates de sortie :
  - Canada : 8 septembre 1995 (Festival international du film de Toronto 1995)
  - Russie : 6 octobre 1996

## Distribution
- Ville Haapasalo (fi) : Raivo Haapasalo
- Viktor Bytchkov (ru) : Kouzmitch
- Sergueï Rousskine (ru) : Sergueï Olegovitch Saïenko
- Alexeï Bouldakov : général (« Mikhalytch »)
- Semion Strougatchiov (ru) : Liova Soloveïtchik
- Sergueï Kouprianov : Jenia Katchalov
- Sergueï Goussinski : le milicien Sergueï Semionov
- Igor Sergueïev : le comte Sergueï Kirillovitch
- Igor Dobriakov (ru) : un noble
- Iouri Makoussinsky : un chasseur
- Boris Tscherdynzew (ru) : Commandant de l'aéroport
- Alexandre Zavialov : Enseigne

## Distinctions

### Récompenses
- Kinotavr 1995 : meilleur film.
- 9e cérémonie des Nika : Nika du meilleur film, du meilleur réalisateur et du meilleur acteur pour Alexeï Bouldakov.

### Sélection
- Festival international du film de Toronto 1995 : sélection en section Gala Presentation.

## SérieLes Particularités...
1. 1995 : Les Particularités de la chasse nationale
2. 1998 : Les Particularités de la pêche nationale
3. 2000 : Les Particularités de la chasse nationale pendant l'hiver
4. 2003 : Les Particularités de la politique nationale